# Hotel Trinacria
L'hotel Trinacria è stato un palazzo della città di Messina, in stile classico costruito su disegno di Placido Campolo, Bitto e Asciak, danneggiato dal terremoto del 1908 crollò per l'incendio scatenatosi dalle sue cucine nelle prime ore dopo il sisma.

## Profilo e storia dell'architettura
L'albergo fa parte della Palazzata. Esso fu completato nel 1820 e presenta un duplice prospetto. Il prospetto posteriore, si affaccia sul mare ed è riconoscibile dall'inconfondibile motivo del monumentale colonnato di ordine ionico, motivo palladiano, che orna il prospetto posteriore.
Il prospetto anteriore prospiciente la piazza Municipio in via Garibaldi ha un prospetto con il rigido schema dei tre ordini. L'ingresso dell'elegante grand hotel Trinacria era in via Garibaldi al n. 102.

## Galleria d'immagini

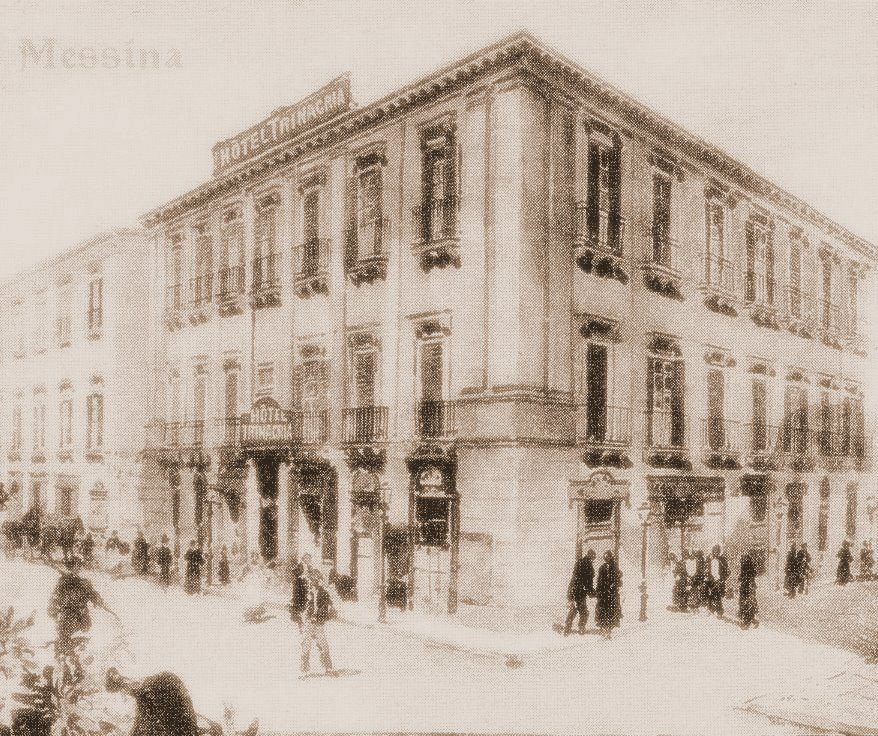
Grand hotel Trinacria.